# Chlopsis bicollaris
Chlopsis bicollaris is een  straalvinnige vissensoort uit de familie van valse murenen (Chlopsidae). De wetenschappelijke naam van de soort is voor het eerst geldig gepubliceerd in 1941 door Myers & Wade.
De soort staat op de Rode Lijst van de IUCN als Niet bedreigd, beoordelingsjaar 2022.